# Шульман Зіновій Борухович
Зіно́вій Бору́хович Шу́льман (* 1904, Одеса — † 1977 (в деяких джерелах 1976), Москва), співак (лірико-драматичний тенор).

## Життєпис
Співати почав з дитинства — його батько був обер-кантором одеської Шалашної («Холодної») синагоги Боруха-Лейба.
1922 року почав виступати, 1924 відбулася його перша гастрольна поїздка. 1929 року по направленню Одеського відділу народної освіти приїздить до Москви, виконав кілька партій у відділі мистецтв Наркомпросу, приймається на навчання до ГІТІСу.
1933 стає солістом московського оперного театру ім. К. Станіславського.
1935 покидає оперну кар'єру, 1937 року почав виступи в концертах, відомість йому принесло виконання єврейських народних пісень, виконував класичні арії на їдиш, пісні на слова єврейських авторів.
1939 — лауреат першого Всесоюзного конкурсу естрадних виконавців в Москві.
В часі нацистсько-радянської війни виступав на концертах, організованих Єврейським антифашистським комітетом (1943—1944).
1948 року на його концерті в Москві була присутня Голда Меїр (як посол Ізраїлю в СРСР), на її прохання він виконав в московській синагозі пісні в пам'ять про жертв.
1949 року після виступу в Кисловодську арештований за звинуваченням в «єврейському націоналізмі», присуд — 10 років таборів.
1956 реабілітований, 1957 року поновлює концертування, підготував збірник єврейських пісень з власного репертуару.
Брав участь у постановках Московського єврейського драматичного ансамблю.
1973 року збірник його пісень вийшов друком.
Його спогади надруковані 1969 року під назвою «Записки артиста» в журналі «Дружба народів», під назвою «Початок шляху» того ж року — в журналі «Совєтіш геймланд».
Зібрав велику колекцію грамплатівок з єврейськими літургічними співами.
1997 року Ізраїль присвоїв йому звання «В'язень Сіону».